# Cneorum pulverulentum
Cneorum pulverulentum. vazdazeleni grm iz porodice rutovki. Jedna je od dviju vrsta roda kneorum, a raste samo na Kanarskim otocima Gran Canaria, Tenerife, La Gomera, i možda na otoku Hierro. Lokalni španjolski naziv joj je orijama.
Orijama naraste do 1,5 metara visine i žutih je cvjetova. Raste na nizinskom i obalnom području na kamenim tlima gdje prevladava grmlje. Oprašivanje vrše pčele i mravi, a sjemenke raznose gušteri.
Prastanovnici Guanči koristili su ovu biljku u postupcima mumificiranja pokojnika.

## Sinonimi
- Chamaelea pulverulenta (Vent.) Van Tiegh.
- Neochamaelea pulverulenta (Vent.) Ertm.

- Grm
- Cvijet